# Моринген
Моринген (њем. Moringen) град је у њемачкој савезној држави Доња Саксонија. Једно је од 12 општинских средишта округа Нортхајм. Према процјени из 2010. у граду је живјело 7.308 становника. Посједује регионалну шифру (AGS) 3155009.

## Географски и демографски подаци
Моринген се налази у савезној држави Доња Саксонија у округу Нортхајм. Град се налази на надморској висини од 137 – 457 метара. Површина општине износи 82,2 km². У самом граду је, према процјени из 2010. године, живјело 7.308 становника. Просјечна густина становништва износи 89 становника/km².